# Piergiorgio Massidda
Piergiorgio Massidda (Cagliari, 30 maggio 1956) è un politico italiano.
Senatore nella XV e nella XVI legislatura, è stato anche deputato della Camera per tre legislature. È stato presidente dell'Autorità Portuale di Cagliari e vicepresidente di Assoporti, l'associazione che rappresenta le autorità portuali e i maggiori porti italiani.

## Biografia
Si laurea in medicina e chirurgia nel 1983 all'Università di Sassari, e si specializza in fisiatria all'Università di Cagliari nel 1986. Possiede un centro di fisioterapia a Monserrato. È sposato e ha tre figli.

## Attività politica

### Percorso politico
Fa il suo ingresso in politica negli anni ottanta con il Pri per il quale è eletto consigliere comunale di Monserrato nel 1992.

Nel 1994 contribuisce a fondare il movimento Forza Italia e viene eletto deputato alla Camera nelle legislature XII, XIII e XIV. Dal 1996 al 1999 è coordinatore provinciale di Cagliari e dal 2005 al 2008 coordinatore regionale di FI.

Dal 2006 è senatore nella XV e nella XVI legislatura. Nel 2008 ha contribuito a fondare il Popolo della Libertà come componente dell'assemble nazionale fino al suo scioglimento.
Alle amministrative 2010 si è candidato alla carica di presidente della Provincia di Cagliari presentando una propria lista civica contrapposta a quella ufficiale del partito e ottiene 19.198 voti (9,01 %).
Il 21 dicembre 2011 rassegna le dimissioni dall'incarico di senatore a causa dell'incompatibilità tra il ruolo di parlamentare e quello di presidente dell'Autorità portuale di Cagliari per cui ha optato. Lo stesso giorno è stato proclamato in sostituzione Silvestro Ladu, che ha aderito al gruppo de Il Popolo della Libertà.
Nelle elezioni amministrative del 2016 è candidato per la carica di sindaco di Cagliari  sostenuto dalla coalizione di centro-destra, ottenendo 25.305 voti (32,6%) e arrivando secondo dietro Massimo Zedda, vincitore al primo turno (50,87%). Risulterà eletto consigliere comunale.

### L'attività parlamentare
Sia alla Camera che al Senato ha lavorato principalmente nella Commissione affari sociali e sanità di cui è stato vice presidente nella XIII legislatura, la Commissione parlamentare di inchiesta sull'efficacia e l'efficienza del Servizio sanitario nazionale, vice presidente nella XV legislatura e la Commissione parlamentare per l'infanzia.
Sociale
Nel 2006 presenta il Ddl 456 (Norme per assicurare il servizio sanitario negli stabilimenti penitenziari) che vuole rispondere anche ad una esigenza di giustizia e di solidarietà umana.
Ddl 446 (Disciplina in materia di cumulo tra redditi di lavoro e di pensione e di finanziamento della protezione sociale per anziani non autosufficienti).
Ddl 442 (Modifiche al codice penale e disposizioni per la lotta alla pedofilia) vuole introdurre pene accessorie che vietino al condannato di tornare a vivere nei luoghi ove risiede la vittima, l'inasprimento delle sanzioni già previste dal codice penale, nonché la modifica delle norme che prevedono la liberazione anticipata e laliberazione condizionale.
Sardegna
Ddl 442 in cui si propone la costituzione di due differenti circoscrizioni elettorali, una per la Sardegna e una per la Sicilia nell'elezione dei membri del Parlamento europeo.
Ddl 449 che riguarda fenomeno drammatico dei sequestri di persona che interessa alcune regioni italiane, e in particolare la Sardegna e la Calabria, non adeguatamente contrastato e punito dalla normativa allora vigente.
Ddl 451 per lo sviluppo delle isole minori che vuole definire una politica organica di interventi per tutelare adeguatamente un patrimonio culturale ed ambientale di rilevante interesse nazionale ed internazionale.
Sanità
Si è impegnato per la tutela ed il sostegno dei malati di Alzheimer (ddl 437), dei malati cronici e invalidi (ddl 441), dei trombofiliaci (ddl 445), dei pazienti anziani incontinenti e stomizzati (ddl 440), dei talassemici (ddl 461), le cure palliative domiciliari per i pazienti terminali di cancro (ddl 453), le medicine non convenzionali (447) e la fitoterapia (ddl 459).

## Attività istituzionale

### Autorità Portuale di Cagliari
Nominato presidente dell'Autorità Portuale di Cagliari nel settembre 2011 rimane in carica fino al gennaio 2014. Nel suo mandato oltre a una crescita complessiva dei volumi di traffico e l'aumento degli scali delle navi da crociera va segnalata la creazione a Cagliari di una base per gli allenamenti di Luna Rossa.